# 高見山音頭
『高見山音頭』は、1981年5月21日に ビクターより発売された橋幸夫の145枚目のシングル（MV-3030）。

## 概要
- 作詞吉川静夫、作曲遠藤実による楽曲で、型番（MV）にもあるとおり「企画もの」で[2]、大相撲力士・高見山大五郎（後の十二代目東関親方）をとりあげたものである。高見山はハワイ・マウイ島出身で高砂部屋所属の人気力士であった[3]。
- 1960年7月5日『潮来笠』でデビューした橋は、恩師である佐伯孝夫の作詞、吉田正の作曲の楽曲を主に発表していたが、1960年代後半からは、作家のレコード会社専属制度も崩れたこともあり、様々な分野の作家との共演するようになった。
- 1977年には、橋の最初の恩師である遠藤実に初めて楽曲制作を依頼し、遠藤の作詞作曲で『浅草人情』をリリースしている[2]。
- その後遠藤とは『秩父路』『大東京音頭』『街のコスモス』などで共演しており、本楽曲も遠藤の作曲である。
- 橋は作曲家遠藤実の初期の弟子で、橋がビクター吉田正門下に移ってからも交流は続いており[4]、本楽曲リリース後もシングルやアルバムで共演、橋のデビュー30周年にあたっては遠藤、吉田、橋の3人で記念アルバム『翔（はばたく）』を制作している。
- 楽曲の中では高見山も、はやし言葉で共演しており、ジャケットにも橋とともに写真が掲載されている。
- 本楽曲には中山義夫の振付が分解写真で付属している。
- 歌詞には高見山の愛称で出生名の「ジェシー」、日本への帰化後の本名である「渡辺大五郎」が登場する。
- c/wの「土俵人生」は同じく作詞吉川静夫、作曲遠藤実の楽曲で、「高見山音頭」同様中山義夫振付が付属している。

## 収録曲
1. 高見山音頭
作詞：吉川静夫、作曲：遠藤実、編曲：池田孝春
2. 土俵人生
作詞：吉川静夫、作曲：遠藤実、編曲：池田孝春

## 共演
- 高見山大五郎（はやし言葉）
- ビクター少年民謡会

## 収録アルバム
- 『翼 -60th Anniversary Premium Box-』Disc6「踊」（2020年12月、VIZL-1827）。